# Johann Christian Felix Bähr

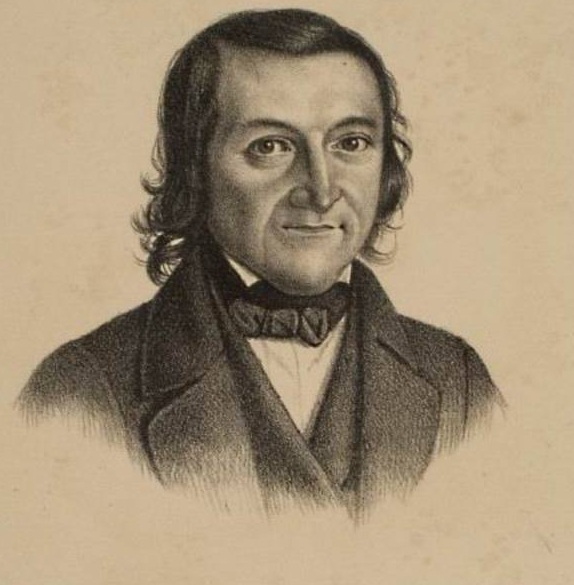
Johann Christian Felix Bähr. Lithographie 1843

Johann Christian Felix Bähr (* 13. Juni 1798 in Darmstadt; † 29. November 1872 in Heidelberg) war ein deutscher Klassischer Philologe und Direktor der Universitätsbibliothek Heidelberg.

## Leben
Bähr war der Sohn des badischen Prälaten Johannes Bähr. Er studierte ab 1815 an der Universität Heidelberg und konnte dieses Studium 1819 mit einer Promotion erfolgreich abschließen. 1821 wurde Bähr a.o. Prof. der Altphilologie und zwei Jahre später o. Prof. in derselben Disziplin.
1832 beförderte man Bähr zum Oberbibliothekar und damit zum Direktor der Universitätsbibliothek Heidelberg. Ab dieser Zeit fungierte Bähr, zusammen mit Georg August Muncke und Friedrich Christoph Schlosser, als Herausgeber der Heidelberger Jahrbücher der Literatur.
Als Friedrich Creuzer 1845 seine Ämter niederlegte, berief man Bähr als dessen Nachfolger für die Leitung des philologischen Seminars. 1846 erfolgte die Ernennung zum Geheimen Hofrat.
Christian Bähr verstarb im Alter von 74 Jahren am 29. November 1872 in Heidelberg.

## Rezeption
Als Bährs Hauptwerk gilt seine überaus detailreiche „Römische Literaturgeschichte“, deren drei Bände er später noch um einen Band „christlicher Schriftsteller und Geschichtsschreiber“ ergänzte. Auch seine Übersetzungen von Herodot, Ktesias von Knidos und Plutarch galten Bährs Zeitgenossen (auch der Kommentare wegen) als vorbildlich.

## Schriften (Auswahl)
- De Apolline patricio et Minerva primigenia Atheniensium. Mohr & Winter, Heidelberg 1820, (Dissertation).
- Plutarchi Alcibiades. Gross u. a., Heidelberg u. a. 1822, (Digitalisat).
- Ctesiae Cnidii Operum Reliquiae. Broenner, Frankfurt am Main 1824, (Digitalisat; Fragmente des Ktesias von Knidos).
- Plutarchi Philopœmen. Flamininus. Pyrrhus. Hahn, Leipzig 1826, (Digitalisat).
- Geschichte der Römischen Literatur. Müller, Karlsruhe 1828, (Digitalisat).
  - Supplement-Band: Die christlich-römische Literatur. Abtheilung 1: Die christlichen Dichter und Geschichtsschreiber. = Die christlichen Dichter und Geschichtsschreiber Roms. Eine literärhistorische Uebersicht. Müller, Karlsruhe 1836, (Digitalisat).
  - Supplement-Band: Die christlich-römische Literatur. Abtheilung 2: Die christlich-römische Theologie nebst einem Anhang über die Rechtsquellen. = Die christlich-römische Theologie, nebst einem Anhang über die Rechtsquellen. Eine literärhistorische Uebersicht. Müller, Karlsruhe 1837, (Digitalisat).
  - Supplement-Band 3: Geschichte der römischen Literatur im karolingischen Zeitalter. = Die christlich-römische Literatur des karolingischen Zeitalters. Müller, Karlsruhe 1840, (Digitalisat).
- Herodoti Musae. 4 Bände. Hahn, Leipzig 1830–1835, (Digitalisat).